# 白木麻実
白木 麻実（しらき まみ、1974年2月28日 - ）は、日本の元AV女優。

身長161cm、スリーサイズB83W58H85。
白木 麻美名義でも出演していた。

## 略歴
1992年にAVデビュー。

## 出演作

### アダルトビデオ
白木麻美 名義
- 『万感エクスタシー』 （1992年6月28日、宇宙企画）デビュー作
- 『危険な放課後 ～制服を脱がせて～』 （1992年9月16日、HRCホームビデオ）

白木麻実 名義
- 『New Sexy Club5』 （1992年7月19日、宇宙企画）
- 『服従の女』 （1992年8月16日、宇宙企画）
- 『おっぴろげてごらん』 （1992年10月9日、アリスJAPAN）
- 『奴隷愛』 （1992年10月28日、HRCホームビデオ）
- 『欲情挑発娘』 （1992年11月13日、アリスJAPAN）
- 『HIPER アタックビデオ』 （1992年11月29日、宇宙企画）他出演:田中美保、篠宮響子
- 『東京ボンデージナイト』 （1993年1月15日、V&Rプランニング）他出演:麻生綾
- 『女学生通信6』 （1993年1月17日、宇宙企画）
- 『インモラル天使6』 （1993年2月5日、シネマジック）
- 『堕天使病棟』 （1993年3月26日、シネマジック）他出演:渡真利みき
- 『避暑地の誘惑 自縛令嬢の吐息』 （1993年9月、大洋図書）